# Valeri Karpin
Valeri Georgijevitsj Karpin (Russisch: Валерий Георгиевич Карпин) (Narva, 2 februari 1969) is een Russisch trainer en voormalig voetballer. Hij is trainer van Rostov en bondscoach van het Russisch voetbalelftal.
Karpin speelde onder andere voor Celta de Vigo, Valencia CF, Spartak Moskou, CSKA Moskou en op het einde van zijn loopbaan voor Real Sociedad. Hij speelde ook wedstrijden voor het Russisch voetbalelftal, was in 1999 Russisch voetballer van het jaar en scoorde de eerste Russische goal na de val van de Sovjet-Unie in een vriendschappelijke wedstrijd tegen Mexico, gespeeld op 16 augustus 1992. Karpin nam met Rusland deel aan het WK voetbal 1994 in de Verenigde Staten, waar de ploeg in de eerste ronde werd uitgeschakeld. Hij stopte in 2005 met voetballen.
In 2003 verkreeg hij ook de Estische nationaliteit.

## Statistieken
| seizoen | club           | land                 | competitie       | wed. | goals |
| ------- | -------------- | -------------------- | ---------------- | ---- | ----- |
| 1986/87 | Sport Tallinn  | Vlag van Sovjet-Unie |                  | 10   | 1     |
| 1987/88 | Sport Tallinn  | Vlag van Sovjet-Unie |                  | 15   | 0     |
| 1988/89 | CSKA Moskou    | Vlag van Sovjet-Unie |                  | 3    | 0     |
| 1989/90 | Fakel Voronezj | Vlag van Sovjet-Unie |                  | 25   | 7     |
| 1990/91 | Spartak Moskou | Vlag van Sovjet-Unie |                  | 21   | 1     |
| 1991/92 | Spartak Moskou | Vlag van Rusland     |                  | 28   | 3     |
| 1992/93 | Spartak Moskou | Vlag van Rusland     | Premjer-Liga     | 25   | 7     |
| 1993/94 | Spartak Moskou | Vlag van Rusland     | Premjer-Liga     | 30   | 13    |
| 1994/95 | Spartak Moskou | Vlag van Rusland     | Premjer-Liga     | 12   | 5     |
| 1994/95 | Real Sociedad  | Vlag van Spanje      | Primera División | 35   | 13    |
| 1995/96 | Real Sociedad  | Vlag van Spanje      | Primera División | 37   | 3     |
| 1996/97 | Valencia CF    | Vlag van Spanje      | Primera División | 36   | 6     |
| 1997/98 | Celta de Vigo  | Vlag van Spanje      | Primera División | 37   | 4     |
| 1998/99 | Celta de Vigo  | Vlag van Spanje      | Primera División | 34   | 8     |
| 1999/00 | Celta de Vigo  | Vlag van Spanje      | Primera División | 34   | 6     |
| 2000/01 | Celta de Vigo  | Vlag van Spanje      | Primera División | 30   | 5     |
| 2001/02 | Celta de Vigo  | Vlag van Spanje      | Primera División | 33   | 3     |
| 2002/03 | Real Sociedad  | Vlag van Spanje      | Primera División | 36   | 8     |
| 2003/04 | Real Sociedad  | Vlag van Spanje      | Primera División | 38   | 7     |
| 2004/05 | Real Sociedad  | Vlag van Spanje      | Primera División | 33   | 5     |
|         | totaal:        | totaal:              | totaal:          | 552  | 105   |

## Erelijst
Spartak Moskou
- Landskampioen Rusland

1992, 1993, 1994
- Beker van Rusland

1992
 Celta de Vigo
- Intertoto Cup

2000

## Na het voetbal
- Via zijn immobiliënkantoor dat zijn naam droeg, was hij actief als sponsor van Karpin-Galicia, een Spaanse wielerploeg.
- Hij bezit ook een ander bedrijf samen met zijn oude ploeggenoot Míchel Salgado.